# Protonemura mira
Protonemura mira är en bäcksländeart som beskrevs av Harper 1974. Protonemura mira ingår i släktet Protonemura och familjen kryssbäcksländor. Inga underarter finns listade i Catalogue of Life.